# 国鉄UC1形コンテナ
国鉄UC1形コンテナ（こくてつUC1がたコンテナ）は、日本国有鉄道（国鉄）および1987年（昭和62年）4月の国鉄分割民営化後は、日本貨物鉄道（JR貨物）輸送用として籍を編入している、12ft私有コンテナ（有蓋コンテナ）である。積載重量5 t、総重量は6.8 tまでの12 ft形で、国鉄以外の民間企業や団体等が所有する汎用コンテナが対象となったが、様々な構造を持つものが一括して包含されている。
国鉄では、1959年（昭和34年）のコンテナ輸送開始以来、長年に渡り数万個に及ぶ自社所有の10-12ft形5t積みの汎用コンテナで、貨物需要に対処してきた。その後、1970年（昭和45年）10月より私有コンテナ制度が始まったものの、自社と競合するために15年が経過した1985年（昭和60年）4月までは、12ft形有蓋私有コンテナのみの登録を認めて来なかった。なお、20ft形10t積みの有蓋私有コンテナは私有コンテナ制度発足と同時に、今日まで順調に登録数を伸ばして来ている。

## ロット

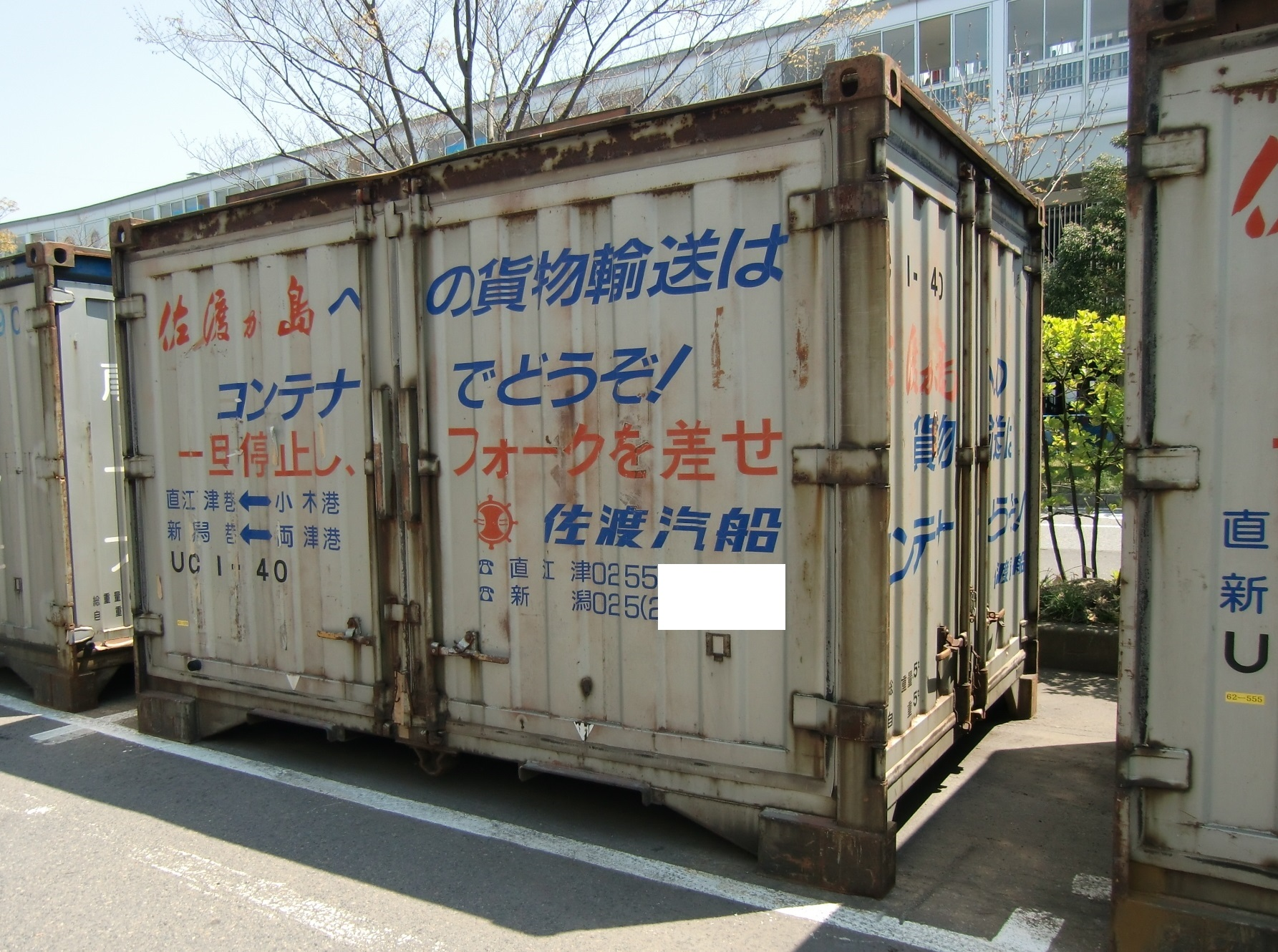
UC1-40 佐渡汽船所有。

1 ・ 2
日本電池所有。
3
（所有者不明）
4 - 6
福島臨海鉄道所有。この時代では珍しい、側面が対面開きである。

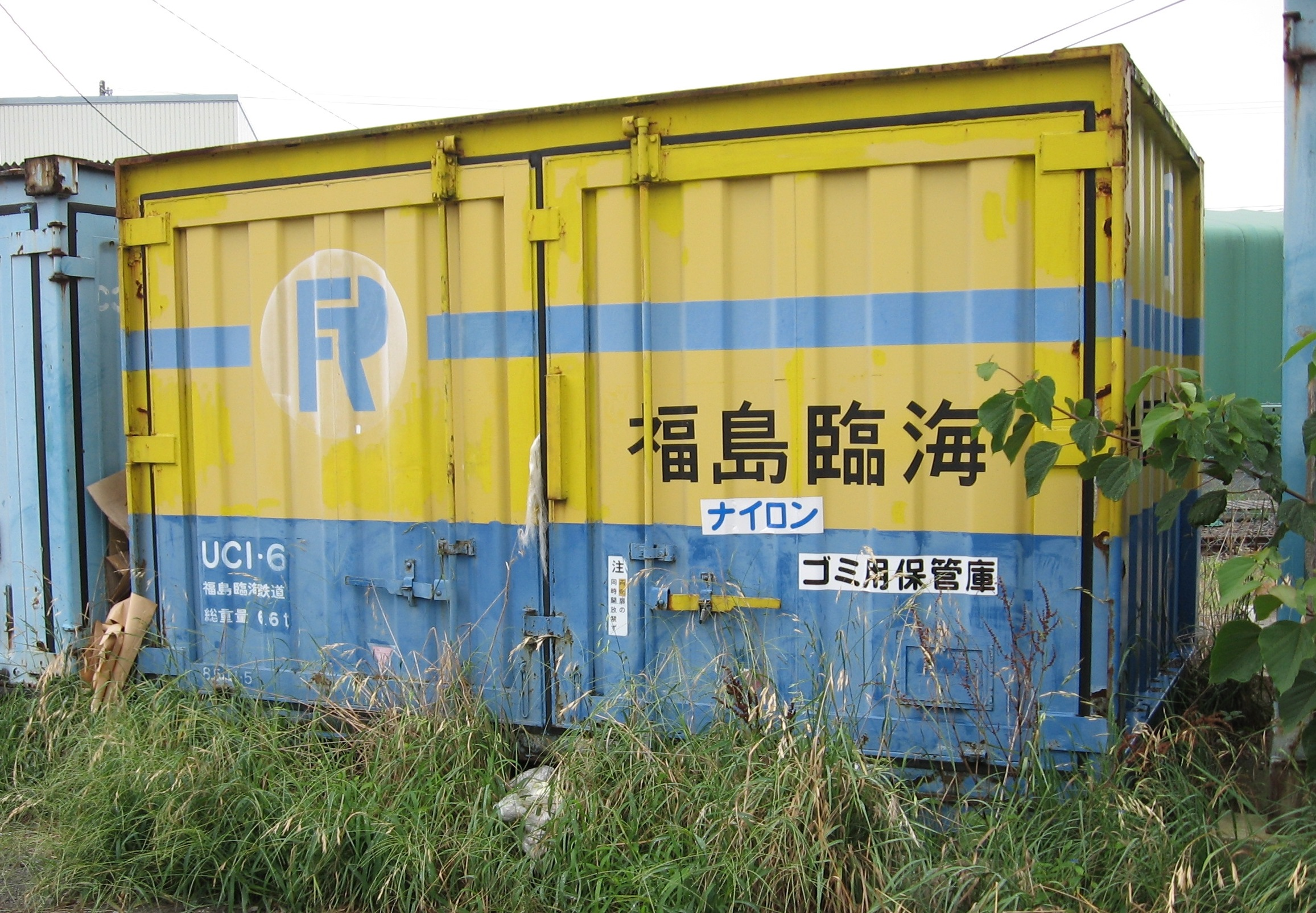
UC1-6 福島臨海鉄道所有。

7
（所有者不明）
8
福島臨海鉄道所有。この時代では珍しい、側面が対面開きである。
9 - 12
（所有者不明）
13
佐渡汽船所有。初参加の近海輸送機での製造。
14
（所有者不明）
15
佐渡汽船所有。初参加の近海輸送機での製造。
16 ・ 17
（所有者不明）
18 ・ 19
佐渡汽船所有。初参加の近海輸送機での製造。
20 ・ 21
（所有者不明）
22
佐渡汽船所有。初参加の近海輸送機での製造。
23 - 25
（所有者不明）
26
佐渡汽船所有。初参加の近海輸送機での製造。
27 ・ 28
（所有者不明）
29
佐渡汽船所有。初参加の近海輸送機での製造。
30
（所有者不明）
31
佐渡汽船所有。初参加の近海輸送機での製造。
32 - 39
（所有者不明）
40
佐渡汽船所有。初参加の近海輸送機での製造。
- UC1-40 佐渡汽船所有。

41 - 47
（所有者不明）
48
佐渡汽船所有。初参加の近海輸送機での製造。
49
（所有者不明）
50 - 52
佐渡汽船所有。初参加の近海輸送機での製造。
53 - 62
（所有者不明）
63
日本フレートライナー所有。東急車輛製造で製作された珍しいアルミ製である。
※ 鉄道コンテナとしては初めてのハンガーコンテナである。